# Ponte de Lima
Ponte de Lima – miejscowość w Portugalii położona w dystrykcie Viana do Castelo nad rzeką Limą. Miejscowość liczyła (2011 r.) 2871 mieszkańców i jest siedzibą gminy o tej samej nazwie, w skład której wchodzi 51 sołectw. Urząd burmistrza sprawuje José Daniel Rosas Campelo da Rocha, wywodzący się z Partii Ludowej.
Jest to jedna z najstarszych portugalskich miejscowości, założona przez Rzymian jako osada przy drodze łączącej Bragę na południu z Compostelą i Lugo na północy. Miejscowość słynie także ze swojego poniedziałkowego targu, który jest uznawany za jeden z największych w całym kraju. Atrakcją turystyczną gminy są wiejskie okolice Ponte de Lima, w których znajduje się wiele wspaniałych dworów reprezentujących portugalski barok (najbardziej znane: Bertiandos, Brandara, Calheiros i Pomarchao).

## Sołectwa
Ludność wg stanu na 2011 r.
| - Anais (1073 osoby) - Arca (885) - Arcos (640) - Arcozelo (3734) - Ardegão (233) - Bárrio (359) - Beiral do Lima (558) - Bertiandos (414) - Boalhosa (163) - Brandara (442) - Cabaços (671) - Cabração (118) - Calheiros (991) - Calvelo (685) - Cepões (562) - Correlhã (2936) - Estorãos (464) | - Facha (1529) - Feitosa (1363) - Fojo Lobal (280) - Fontão (1101) - Fornelos (1638) - Freixo (1209) - Friastelas (450) - Gaifar (266) - Gandra (1108) - Gemieira (598) - Gondufe (450) - Labruja (439) - Labrujó (127) - Mato (312) - Moreira do Lima (869) - Navió (231) - Poiares (775) | - Ponte de Lima (2871) - Queijada (274) - Refóios do Lima (2169) - Rendufe (184) - Ribeira (1902) - Sá (423) - Sandiães (435) - Santa Comba (658) - Santa Cruz do Lima (480) - Santa Maria de Rebordões (1056) - Seara (714) - Serdedelo (464) - Souto de Rebordões (1127) - Vilar das Almas (374) - Vilar do Monte (106) - Vitorino das Donas (1051) - Vitorino dos Piães (1537) |